# Pallacanestro ai Giochi della XXXI Olimpiade - Convocazioni al torneo maschile

## Gruppo A

### Australia
Allenatore:  Andrej Lemanis
| N. | Ruolo | Giocatore           | Anno | Squadra           |
| -- | ----- | ------------------- | ---- | ----------------- |
| 4  | G     | Chris Goulding      | 1988 | Melbourne United  |
| 5  | P     | Patty Mills         | 1988 | San Antonio Spurs |
| 6  | C     | Andrew Bogut        | 1984 | Dallas Mavericks  |
| 7  | G/AP  | Joe Ingles          | 1987 | Utah Jazz         |
| 8  | G     | Matthew Dellavedova | 1990 | Milwaukee Bucks   |
| 9  | G/AP  | Ryan Broekhoff      | 1990 | Lokomotiv Kuban'  |
| 10 | AG    | Cameron Bairstow    | 1990 | Brisbane Bullets  |
| 11 | P     | Kevin Lisch         | 1986 | Sydney Kings      |
| 12 | C     | Aron Baynes         | 1986 | Detroit Pistons   |
| 13 | C/AG  | David Andersen      | 1980 | Melbourne United  |
| 14 | AG    | Brock Motum         | 1990 | free agent        |
| 15 | P     | Damian Martin       | 1984 | Perth Wildcats    |

### Cina
Allenatore:  Gong Luming
| N. | Ruolo | Giocatore      | Anno | Squadra              |
| -- | ----- | -------------- | ---- | -------------------- |
| 4  | P     | Zhao Jiwei     | 1995 | Liaoning F. Leopards |
| 5  | G     | Sui Ran        | 1992 | Shandong G. Stars    |
| 6  | P     | Guo Ailun      | 1993 | Liaoning F. Leopards |
| 8  | AP    | Ding Yanyuhang | 1993 | Shandong G. Stars    |
| 9  | AP/AG | Zhai Xiaochuan | 1993 | Beijing Ducks        |
| 10 | AP    | Zhou Peng      | 1989 | Guangdong S. Tigers  |
| 11 | AG    | Yi Jianlian    | 1984 | Guangdong S. Tigers  |
| 12 | A     | Li Gen         | 1990 | Xinjiang F. Tigers   |
| 13 | C     | Li Muhao       | 1992 | Shenzhen Leopards    |
| 14 | G     | Zou Yuchen     | 1996 | Bayi Rockets         |
| 15 | C     | Zhou Qi        | 1990 | Xinjiang F. Tigers   |
| 31 | C     | Wang Zhelin    | 1990 | Fujian Sturgeons     |

### Francia
Allenatore:  Vincent Collet
| N. | Ruolo | Giocatore         | Anno | Squadra           |
| -- | ----- | ----------------- | ---- | ----------------- |
| 4  | G     | Thomas Heurtel    | 1989 | Anadolu Efes      |
| 5  | G/AP  | Nicolas Batum     | 1988 | Charlotte Hornets |
| 6  | P     | Antoine Diot      | 1989 | Valencia          |
| 7  | C     | Joffrey Lauvergne | 1991 | Denver Nuggets    |
| 8  | AP    | Charles Kahudi    | 1986 | ASVEL             |
| 9  | P     | Tony Parker       | 1982 | San Antonio Spurs |
| 11 | AP    | Florent Piétrus   | 1981 | Nancy             |
| 12 | P/G   | Nando de Colo     | 1987 | CSKA Mosca        |
| 13 | AG    | Boris Diaw        | 1982 | Utah Jazz         |
| 15 | AP    | Mickaël Gelabale  | 1983 | Le Mans           |
| 16 | C     | Rudy Gobert       | 1992 | Utah Jazz         |
| 17 | AG    | Kim Tillie        | 1988 | Saski Baskonia    |

### Serbia
Allenatore:  Aleksandar Đorđević
| N. | Ruolo | Giocatore          | Anno | Squadra        |
| -- | ----- | ------------------ | ---- | -------------- |
| 4  | P     | Miloš Teodosić     | 1987 | CSKA Mosca     |
| 5  | AP    | Marko Simonović    | 1986 | Stella Rossa   |
| 7  | P     | Bogdan Bogdanović  | 1992 | Fenerbahçe     |
| 9  | P     | Stefan Marković    | 1988 | Málaga         |
| 10 | AP    | Nikola Kalinić     | 1991 | Fenerbahçe     |
| 11 | G     | Nemanja Nedović    | 1991 | Málaga         |
| 12 | AG    | Stefan Birčević    | 1989 | Partizan       |
| 13 | C     | Miroslav Raduljica | 1988 | Olimpia Milano |
| 14 | C     | Nikola Jokić       | 1995 | Denver Nuggets |
| 15 | C     | Vladimir Štimac    | 1987 | Stella Rossa   |
| 24 | G     | Stefan Jović       | 1990 | Stella Rossa   |
| 25 | AG    | Milan Mačvan       | 1989 | Olimpia Milano |

### Stati Uniti
Allenatore:  Mike Krzyzewski
| N. | Ruolo | Giocatore        | Anno | Squadra             |
| -- | ----- | ---------------- | ---- | ------------------- |
| 4  | G/AP  | Jimmy Butler     | 1989 | Chicago Bulls       |
| 5  | AP    | Kevin Durant     | 1988 | G.S. Warriors       |
| 6  | C     | DeAndre Jordan   | 1988 | L.A. Clippers       |
| 7  | P     | Kyle Lowry       | 1986 | Toronto Raptors     |
| 8  | AP    | Harrison Barnes  | 1992 | Dallas Mavericks    |
| 9  | G     | DeMar DeRozan    | 1989 | Toronto Raptors     |
| 10 | P     | Kyrie Irving     | 1992 | Cleveland Cavaliers |
| 11 | G     | Klay Thompson    | 1990 | G.S. Warriors       |
| 12 | C/AG  | DeMarcus Cousins | 1990 | Sacramento Kings    |
| 13 | G/AP  | Paul George      | 1990 | Indiana Pacers      |
| 14 | AG    | Draymond Green   | 1990 | G.S. Warriors       |
| 15 | AP    | Carmelo Anthony  | 1984 | N.Y. Knicks         |

### Venezuela
Allenatore:  Néstor García
| N. | Ruolo | Giocatore         | Anno | Squadra            |
| -- | ----- | ----------------- | ---- | ------------------ |
| 0  | AG    | Gregory Echenique | 1990 | Guaros de Lara     |
| 2  | G/AP  | Dwight Lewis      | 1987 | Trotamundos        |
| 4  | C     | Miguel Marriaga   | 1984 | Toros de Aragua    |
| 5  | P     | Gregory Vargas    | 1986 | Nancy              |
| 6  | AP    | John Cox          | 1981 | Buc. de La Guaira  |
| 8  | P     | David Cubillán    | 1987 | Trotamundos        |
| 10 | G/AP  | José Vargas       | 1982 | Mar. de Anzoátegui |
| 14 | AG    | Miguel Ruiz       | 1990 | Trotamundos        |
| 15 | AG/C  | Windi Graterol    | 1986 | Guaros de Lara     |
| 19 | P     | Heissler Guillént | 1986 | Guaros de Lara     |
| 23 | A     | Anthony Pérez     | 1993 | free agent         |
| 43 | AG    | Néstor Colmenares | 1987 | Guaros de Lara     |

## Gruppo B

### Argentina
Allenatore:  Sergio Santos Hernández
| N. | Ruolo | Giocatore            | Anno | Squadra             |
| -- | ----- | -------------------- | ---- | ------------------- |
| 4  | AG    | Luis Scola           | 1980 | Brooklyn Nets       |
| 5  | G     | Emanuel Ginóbili     | 1977 | San Antonio Spurs   |
| 7  | P     | Facundo Campazzo     | 1991 | Murcia              |
| 8  | P     | Nicolás Laprovíttola | 1990 | free agent          |
| 9  | AP    | Nicolás Brussino     | 1993 | Dallas Mavericks    |
| 10 | AP    | Carlos Delfino       | 1982 | free agent          |
| 12 | AG/C  | Marcos Delía         | 1990 | Obras Sanitarias    |
| 13 | AP    | Andrés Nocioni       | 1979 | Real Madrid         |
| 14 | AP    | Gabriel Deck         | 1995 | San Lorenzo         |
| 19 | AG    | Leo Mainoldi         | 1985 | G. de Comodoro      |
| 29 | AP    | Patricio Garino      | 1988 | San Antonio Spurs   |
| 35 | C     | Roberto Acuña        | 1990 | Peñarol M. d. Plata |

### Brasile
Allenatore:  Rubén Magnano
| N. | Ruolo | Giocatore            | Anno | Squadra          |
| -- | ----- | -------------------- | ---- | ---------------- |
| 5  | P     | Raulzinho            | 1992 | Utah Jazz        |
| 6  | AG/C  | Cristiano Felício    | 1992 | Chicago Bulls    |
| 7  | G     | Vítor Benite         | 1990 | Murcia           |
| 9  | P     | Marcelinho Huertas   | 1983 | L.A. Lakers      |
| 10 | P     | Alex Garcia          | 1980 | Bauru            |
| 12 | AG    | Guilherme Giovannoni | 1980 | UniCEUB Brasília |
| 13 | C/AG  | Nenê                 | 1982 | Houston Rockets  |
| 14 | A     | Marquinhos           | 1984 | Flamengo         |
| 19 | G     | Leandrinho           | 1982 | Phoenix Suns     |
| 23 | AG    | Augusto Lima         | 1991 | Žalgiris Kaunas  |
| 30 | C     | Rafael Hettsheimeir  | 1986 | Bauru            |
| 55 | P     | Rafael Luz           | 1992 | Saski Baskonia   |

### Croazia
Allenatore:  Aza Petrović
| N. | Ruolo | Giocatore        | Anno | Squadra            |
| -- | ----- | ---------------- | ---- | ------------------ |
| 4  | AP    | Luka Babić       | 1991 | Cedevita Junior    |
| 5  | G     | Filip Krušlin    | 1989 | Cedevita Junior    |
| 6  | P     | Rok Stipčević    | 1986 | Dinamo Sassari     |
| 7  | G     | Krunoslav Simon  | 1985 | Olimpia Milano     |
| 8  | AP    | Mario Hezonja    | 1995 | Orlando Magic      |
| 9  | AG    | Dario Šarić      | 1994 | Philadelphia 76ers |
| 10 | P     | Roko Ukić        | 1984 | free agent         |
| 12 | C     | Darko Planinić   | 1990 | Gran Canaria       |
| 15 | C     | Miro Bilan       | 1989 | Cedevita Junior    |
| 33 | AG/C  | Željko Šakić     | 1988 | Cibona Zagabria    |
| 35 | AG    | Marko Arapović   | 1996 | Cedevita Junior    |
| 44 | AP    | Bojan Bogdanović | 1989 | Brooklyn Nets      |

### Lituania
Allenatore:  Jonas Kazlauskas
| N. | Ruolo | Giocatore            | Anno | Squadra           |
| -- | ----- | -------------------- | ---- | ----------------- |
| 5  | P     | Mantas Kalnietis     | 1986 | Olimpia Milano    |
| 7  | G     | Adas Juškevičius     | 1989 | free agent        |
| 8  | AP/G  | Jonas Mačiulis       | 1985 | Real Madrid       |
| 10 | G     | Renaldas Seibutis    | 1985 | Žalgiris Kaunas   |
| 11 | C     | Domantas Sabonis     | 1996 | Oklahoma Thunder  |
| 12 | C     | Antanas Kavaliauskas | 1984 | Lietuvos rytas    |
| 13 | A     | Paulius Jankūnas     | 1984 | Žalgiris Kaunas   |
| 15 | C     | Robertas Javtokas    | 1980 | Žalgiris Kaunas   |
| 17 | C     | Jonas Valančiūnas    | 1992 | Toronto Raptors   |
| 19 | AP    | Mindaugas Kuzminskas | 1989 | N.Y. Knicks       |
| 40 | AP    | Marius Grigonis      | 1994 | Canarias Tenerife |
| 93 | G     | Vaidas Kariniauskas  | 1993 | free agent        |

### Nigeria
Allenatore:  Will Voigt
| N. | Ruolo | Giocatore          | Anno | Squadra             |
| -- | ----- | ------------------ | ---- | ------------------- |
| 4  | P     | Ben Uzoh           | 1988 | Lagos Islanders     |
| 5  | G     | Michael Umeh       | 1984 | Ironi Nahariya      |
| 6  | AG    | Ike Diogu          | 1983 | Guangdong S. Tigers |
| 7  | A     | Stan Okoye         | 1991 | free agent          |
| 8  | P     | Josh Akognon       | 1986 | free agent          |
| 9  | G/AP  | Chamberlain Oguchi | 1986 | free agent          |
| 10 | AP    | Ebi Ere            | 1981 | free agent          |
| 11 | A     | Andy Ogide         | 1987 | H. Migdal Haemek    |
| 12 | AP    | Michael Gbinije    | 1992 | Detroit Pistons     |
| 13 | C     | Shane Lawal        | 1986 | Barcellona          |
| 14 | C     | Alade Aminu        | 1987 | Hapoel Eilat        |
| 15 | AG    | Ekene Ibekwe       | 1985 | ČEZ Nymburk         |

### Spagna
Allenatore:  Sergio Scariolo
| N. | Ruolo | Giocatore             | Anno | Squadra            |
| -- | ----- | --------------------- | ---- | ------------------ |
| 4  | AG/C  | Pau Gasol             | 1980 | San Antonio Spurs  |
| 5  | G     | Rudy Fernández        | 1985 | Real Madrid        |
| 6  | P     | Sergio Rodríguez      | 1986 | Philadelphia 76ers |
| 7  | G     | Juan Carlos Navarro   | 1980 | Barcellona         |
| 8  | P     | José Calderón         | 1981 | L.A. Lakers        |
| 9  | C     | Felipe Reyes          | 1980 | Real Madrid        |
| 10 | A     | Víctor Claver         | 1988 | Barcellona         |
| 14 | C     | Guillermo Hernangómez | 1994 | N.Y. Knicks        |
| 21 | G/AP  | Álex Abrines          | 1993 | Oklahoma Thunder   |
| 23 | G     | Sergio Llull          | 1987 | Real Madrid        |
| 44 | AG    | Nikola Mirotić        | 1991 | Chicago Bulls      |
| 79 | P     | Ricky Rubio           | 1990 | Minnesota T'wolves |